# Torneo Súper 8 (vóley) 2008
El Torneo Súper 8 de 2008, por motivos de patrocinio Torneo Súper 8 Tarjeta Nativa Nación, fue el primer torneo de su tipo y se disputó entre el 8 y el 13 de diciembre de 2008 con los ocho mejores equipos de la primera ronda de la temporada 2008-2009 de la Liga Argentina de Vóley.
La copa se jugó en dos sedes, Monte Hermoso y Buenos Aires y el campeón fue Drean Bolívar, que venció en la final a Mendoza Vóley y obtuvo su primer título.

## Equipos participantes
Del torneo participaron los ocho mejores equipos de la primera fase de la temporada al cabo de la primera ronda.
1.° Drean Bolívar
2.° La Unión de Formosa
3.° UPCN Vóley
4.° Gigantes del Sur
5.° Chubut Volley
6.° Mendoza Vóley
7.° Entre Ríos Vóley
8.° Belgrano de Córdoba

## Modo de disputa
Los ocho participantes se dividen en dos zonas de cuatro equipos cada una con base a los resultados que obtuvieron en la liga. Dentro de cada grupo, los cuatro participantes se enfrentaron una vez contra sus rivales y el mejor equipo de cada grupo disputó la final. Los grupos se conformaron por:
| Zona Municipalidad de Monte Hermoso - Drean Bolívar - Gigantes del Sur - Chubut Volley - Belgrano de Córdoba | Zona Interacción ART (Buenos Aires) - La Unión de Formosa - UPCN Vóley - Mendoza Vóley - Entre Ríos Vóley |

Sedes
- Zona Monte Hermoso: Polideportivo Municipal de Monte Hermoso
- Zona Buenos Aires: Estadio Héctor Etchart del Club Ferro Carril Oeste.

## Primera fase

### Sede Monte Hermoso
| Pos. | Equipo             | Pts | Partidos | Partidos | Partidos | Sets | Sets |
| Pos. | Equipo             | Pts | PJ       | PG       | PP       | SG   | SP   |
| ---- | ------------------ | --- | -------- | -------- | -------- | ---- | ---- |
| 1.º  | Drean Bolívar      | 9   | 3        | 3        | 0        | 9    | 1    |
| 2.º  | Belgrano (Córdoba) | 4   | 3        | 1        | 2        | 5    | 6    |
| 3.º  | Gigantes del Sur   | 3   | 3        | 1        | 2        | 4    | 7    |
| 4.º  | Chubut Volley      | 3   | 3        | 1        | 2        | 4    | 8    |

|  |                         |
|  | Clasificado a la final. |

| Fecha           | Local            | Resul | Visitante        | Set 1 | Set 2 | Set 3 | Set 4 | Set 5 |
| --------------- | ---------------- | ----- | ---------------- | ----- | ----- | ----- | ----- | ----- |
| 9 de diciembre  | Gigantes del Sur | 3 - 1 | Chubut Volley    | 25-19 | 25-20 | 17-25 | 25-17 |       |
| 9 de diciembre  | Drean Bolívar    | 3 - 0 | Belgrano (C)     | 25-15 | 25-22 | 25-16 |       |       |
| 10 de diciembre | Drean Bolívar    | 3 - 0 | Chubut Volley    | 25-20 | 25-20 | 25-20 |       |       |
| 10 de diciembre | Belgrano (C)     | 3 - 0 | Gigantes del Sur | 25-13 | 25-19 | 25-19 |       |       |
| 11 de diciembre | Drean Bolívar    | 3 - 1 | Gigantes del Sur | 21-25 | 25-16 | 25-21 | 25-17 |       |
| 11 de diciembre | Belgrano (C)     | 2 - 3 | Chubut Volley    | 21-25 | 25-19 | 25-15 | 24-26 | 9-15  |

### Sede Buenos Aires
| Pos. | Equipo              | Pts | Partidos | Partidos | Partidos | Sets | Sets |
| Pos. | Equipo              | Pts | PJ       | PG       | PP       | SG   | SP   |
| ---- | ------------------- | --- | -------- | -------- | -------- | ---- | ---- |
| 1.º  | Mendoza Vóley       | 9   | 3        | 3        | 0        | 9    | 2    |
| 2.º  | UPCN Vóley          | 6   | 3        | 2        | 1        | 7    | 4    |
| 3.º  | La Unión de Formosa | 3   | 3        | 1        | 2        | 4    | 6    |
| 4.º  | Entre Ríos Vóley    | 0   | 3        | 0        | 3        | 1    | 9    |

|  |                         |
|  | Clasificado a la final. |

| Fecha           | Local               | Resul | Visitante           | Set 1 | Set 2 | Set 3 | Set 4 | Set 5 |
| --------------- | ------------------- | ----- | ------------------- | ----- | ----- | ----- | ----- | ----- |
| 9 de diciembre  | Mendoza Vóley       | 3 - 1 | UPCN Vóley          | 22-25 | 24-26 | 25-18 | 23-25 |       |
| 9 de diciembre  | La Unión de Formosa | 3 - 0 | Entre Ríos Vóley    | 25-22 | 25-18 | 25-21 |       |       |
| 10 de diciembre | Mendoza Vóley       | 3 - 1 | La Unión de Formosa | 24-26 | 25-13 | 25-16 | 25-22 |       |
| 10 de diciembre | UPCN Vóley          | 3 - 1 | Entre Ríos Vóley    | 25-23 | 20-25 | 25-22 | 25-21 |       |
| 11 de diciembre | Mendoza Vóley       | 3 - 0 | Entre Ríos Vóley    | 25-22 | 25-21 | 25-17 |       |       |
| 11 de diciembre | UPCN Vóley          | 3 - 0 | La Unión de Formosa | 25-13 | 25-18 | 25-22 |       |       |

## Final
| Fecha           | Local         | Resul | Visitante     | Estadio                              | Set 1 | Set 2 | Set 3 | Set 4 | Set 5 |
| --------------- | ------------- | ----- | ------------- | ------------------------------------ | ----- | ----- | ----- | ----- | ----- |
| 13 de diciembre | Drean Bolívar | 3 - 1 | Mendoza Vóley | Estadio Héctor Etchart, Buenos Aires | 25-21 | 24-26 | 25-18 | 25-20 | —     |

Campeón
Drean Bolívar
Primer título